# دانشگاه راتگرز
دانشگاه راتگرز (به انگلیسی: Rutgers University) یک دانشگاه تحقیقاتی دولتی در نیوجرزی آمریکا است که بزرگترین مؤسسه آموزش عالی در این ایالت می‌باشد و نخست در سال ۱۷۶۶ میلادی به‌عنوان «کالج کویین» اجازه تأسیس گرفت.
دانشگاه در آغاز یک مؤسسه آموزشی خصوصی بود که با همکاری کلیسای اصلاحی هلندی تنها اقدام به پذیرش دانشجوی مرد می‌نمود ولی بعدها به شکل کنونی که یک دانشگاه غیرمذهبی و عمومی می‌باشد تحول یافت.

## رتبه‌بندی
در رتبه‌بندی دانشگاه‌های جهان QS در سال ۲۰۲۰ دانشگاه راتگرز در رده ۲۶۲ دنیا قرار گرفته‌است. همچنین در رتبه‌بندی مؤسسه تایمز در سال ۲۰۲۰ این دانشگاه رتبه ۱۶۸ را در بین دانشگاه‌های جهان از آن خود کرده‌است.

## دانشکده‌ها
دانشکده‌های دانشگاه راتگرز عبارتند از:
- دانشکده تحصیلات تکمیلی روانشناسی کاربردی و حرفه ای
- دانشکده برنامه‌ریزی و سیاست‌های عمومی Edward J. Bloustein

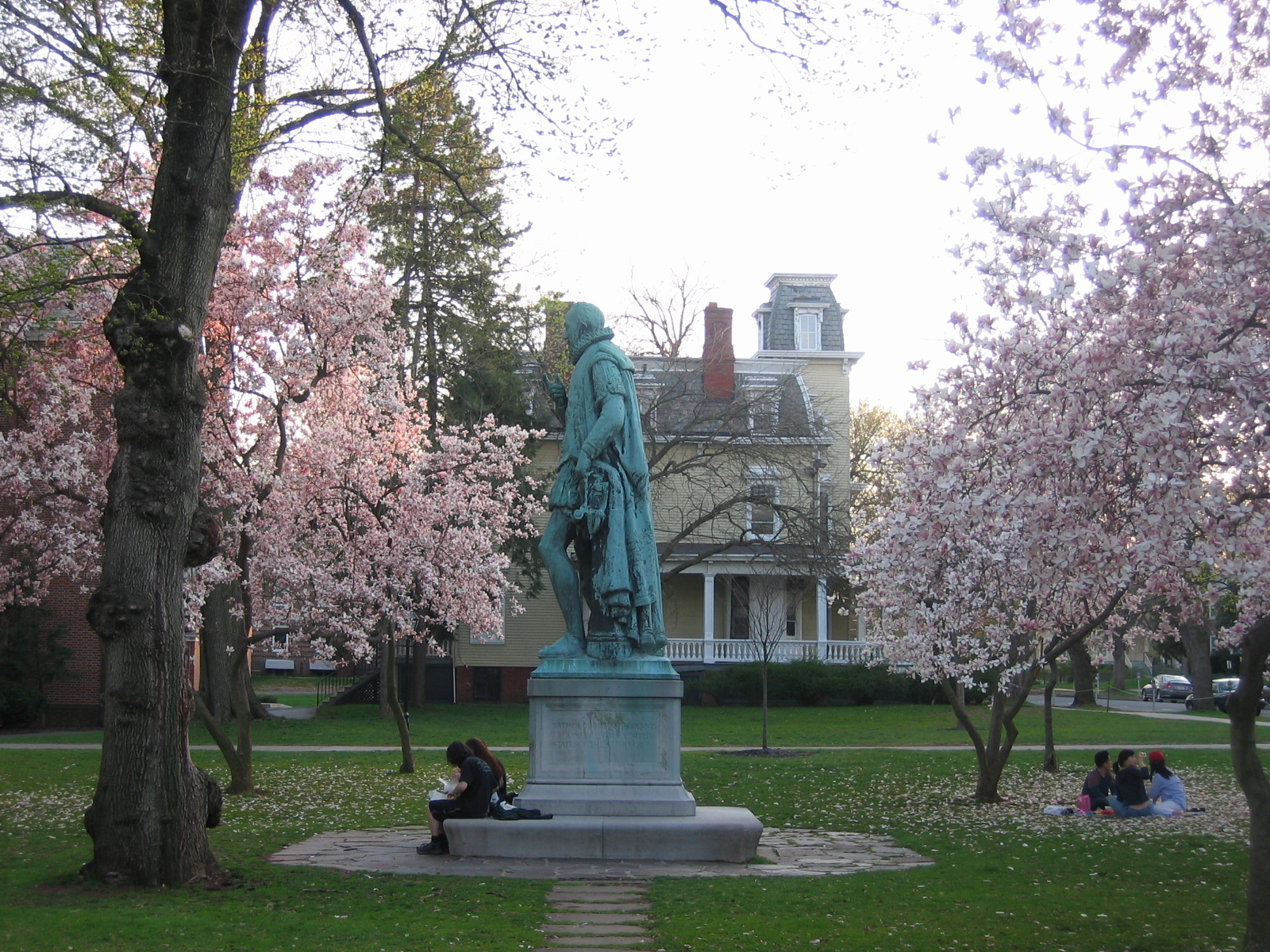
مجسمه پرنس

- دانشکده تحصیلات تکمیلی آموزش
- دانشکده هنر Mason Gross
- دانشکده کسب و کار
- دانشکده علوم و هنر
- دانشکده ارتباطات و اطلاعات
- دانشکده مهندسی
- دانشکده علوم زیست و محیط زیست
- دانشکده مدیریت و روابط کار
- دانشکده کار اجتماعی
- دانشکده داروسازی Ernest Mario
- دانشکده پزشکی نیوجرسی
- دانشکده پزشکی رابرت وود جانسون
- دانشکده دندانپزشکی روتگرز
- دانشکده سلامت عمومی
- دانشکده پرستاری
- دانشکده حقوق
- دانشکده حقوق جنایی
- دانشکده روابط عمومی و مدیریت